# Учта Семен Августинович
Семе́н (Симеон, Шимон) Августи́нович Учта — український архітектор першої половини XIX століття.

## Біографія
Народився в Кам'янці-Подільському. У XVIII столітті його дід Домінік Учта жив у Кам'янці, мав будинок на Довгій вулиці.
Міський архітектор Кам'янця-Подільського в 1824—1830 роках. Губернський архітектор Подільської губернії .
Як міський архітектор Симеон Учта виконував різноманітну роботу: складав проекти споруд, оцінював будівлі, узгоджував проекти, давав дозвіл на різні перебудови на міських садибах. За проектом Учти було значно перебудовано архієрейську церкву (колишній Францисканський костьол). 1835 року над нею збудовано новий купол, а весь інтер'єр об'єднано однією ордерного системою. Тоді ж на західному фасаді монастирських келій з'явився шестиколонний портик. За проектом Учти також переробляються інтер'єри Кармелітського та Домініканського костьолів. 1823 року Учта винайшов спосіб закріпити статую мадонни, яка нахилилася після бурі і могла впасти на кафедральний костьол. Спорудив господарчі будівлі у комплексі казарм на вулиці Шпитальній, 14 (1830-і роки). Перебудував порохові склади (1834), старий будинок духовної семінарії, келії Троїцького монастиря і добудував корпус (1837—1838). Архітектор також створив багато проектів приватних будівель.
Творчість Учти припадає на першу половину XIX століття, коли в архітектурі Російської імперії панував стиль, що одержав назву російського класицизму. Йому притаманні чіткість форм, ясність та врівноваженість композицій, стримане декоративне оздоблення. На думку Галини Осетрової, характерні риси цього стилю є в спорудах, що зводились або перебудовувались за проектами Симеона Учти. Володимир Тимофієнко характеризує Учту як представника пізнього ампіру (пізнього класицизму в західноєвропейській архітектурі).